# III. třída okresu Hradec Králové
III. třída okresu Hradec Králové patří společně s ostatními třetími třídami mezi deváté nejvyšší fotbalové soutěže v Česku. Je řízena Okresním fotbalovým svazem Hradec Králové. Hraje se každý rok od léta do jara se zimní přestávkou. Od sezóny 2021/22 byla po rozpustění IV.tříd rozdělená na dvě skupiny. Skupina Východ má celkem čtrnáct účastníků a hraje se v ní formátem každý s každým, tedy celkově týmy odehrají 26.kol. Skupina Západ má ve skupině pouze třináct účastníků a hraje se v ní formátem každý s každým, kdy v každém kole jedno z mužstev volný los. Týmy tak celkově i s volným losem odehrají 26.kol soutěže.

## Vítězové III. třída okresu Hradec Králové
| Ročník    | Vítězný tým                        |
| --------- | ---------------------------------- |
| 2004/2005 | SK Slavia Libřice                  |
| 2005/2006 | SK Starý Bydžov                    |
| 2006/2007 | TJ Sokol Smidary - Červeněves      |
| 2007/2008 | TJ Slavoj Předměřice nad Labem "B" |
| 2008/2009 | TJ Sokol Lovčice                   |
| 2009/2010 | FK Vysoká nad Labem                |
| 2010/2011 | TJ Sokol Lovčice "B"               |
| 2011/2012 | Sokol Sendražice                   |
| 2012/2013 | TJ Sokol Stěžery                   |
| 2013/2014 | TJ Sokol Třebeš "B"                |
| 2014/2015 | TJ Sokol Smidary - Červeněves      |
| 2015/2016 | TJ Sokol Cerekvice n/B.-Třebovice  |
| 2016/2017 | Sokol Lhota pod Libčany            |
| 2017/2018 | TJ Sokol Lovčice                   |
| 2018/2019 | TJ Jiskra Prasek                   |
| 2019/2020 | AFK Dobřenice                      |
| 2020/2021 | SK Slavia Libřice                  |

| Ročník  | Vítězný tým | Skóre | Body |
| ------- | ----------- | ----- | ---- |
| 2021/22 |             |       |      |
| 2022/23 |             |       |      |
| 2023/24 |             |       |      |

| Ročník  | Vítězný tým | Skóre | Body |
| ------- | ----------- | ----- | ---- |
| 2021/22 |             |       |      |
| 2022/23 |             |       |      |
| 2023/24 |             |       |      |